# György Klösz

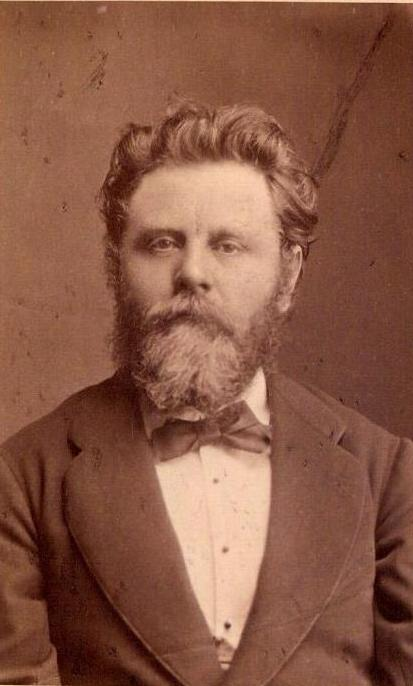
Porträt von György Klösz (um 1880)

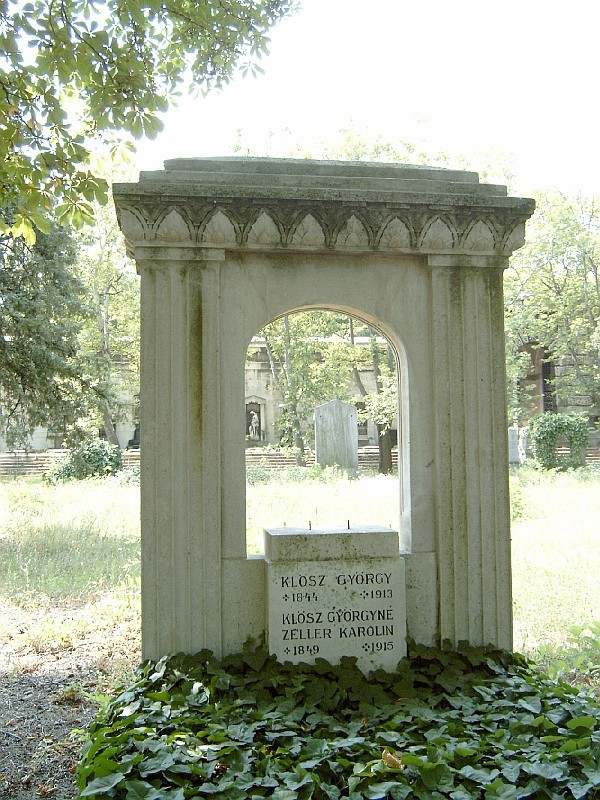
Ruhestätte von György Klösz auf dem Kerepescher Friedhof (18-1-37)

György Klösz (* 15. November 1844 in Darmstadt als Johann Justus Georg Kloess; † 4. Juli 1913 in Wien) war ein in Deutschland gebürtiger Fotograf, der später hauptsächlich in Österreich-Ungarn tätig war.

## Leben und Wirken
In den 1860er Jahren absolvierte Klösz in Lorsch eine Apothekerlehre und ging anschließend nach Wien. Er war bei dem Fotografen und Chemiker Hermann Heid (1834–1891) beschäftigt und leitete bald dessen Filiale in Budapest. 1867 übernahm er diese und übersiedelte 1872 in ein neues Atelier. 1873 war er im Rahmen der Wiener Weltausstellung 1873 Mitglied der Wiener Photographen-Association. Diese hatte die Konzession zur Produktion von Bildaufnahmen im Ausstellungsgelände.
Philipp Georg von der Lippe († 1921) fotografierte unter anderem für ihn. In den 1870er Jahren fotografierte Klösz rund 250 bis 300 Ansichten von Budapest und brachte Serien im Kabinett- und Visitformat heraus. Um 1880 erweiterte er seinen Betrieb zur Reproduktionsanstalt und arbeitete mit dem Trockenverfahren. Mitte der 1890er Jahre beschäftigt er bereits rund 40 Mitarbeiter und stellte auf der Budapester Millenniumsausstellung 1896 circa 700 Aufnahmen her. Im selben Jahr wurde er Mitglied der Photographischen Gesellschaft in Wien. Ebenfalls Mitglied war er im Photographischen Club in Budapest. Er fotografierte ungarische Schlösser und Bäder und dokumentierte 1906 die Errichtung von Telegrafen und Telefonverbindungen durch die Post. Das Unternehmen übernahm sein Sohn Pál Klösz im Jahr 1905.
Von Klösz sind etwa 4000 Aufnahmen bekannt. Ein Teil seines fotografischen Nachlasses ist seit den späten 1950er Jahren im Historischen Museum in Budapest aufbewahrt.